# Kalinin K-15
Il Kalinin K-15 era un aereo sperimentale a propulsione a razzo progettato dall'ingegnere sovietico Konstantin Alekseevič Kalinin negli anni trenta e rimasto allo stadio progettuale.

## Storia

### Sviluppo
Negli anni trenta il gruppo di progettazione diretto da Kalinin ipotizzò di sfruttare la forza di reazione come mezzo per imprimere la propulsione ad un velivolo. A scopo di ricerca vennero costruiti una serie di modelli in scala, i quali venne equipaggiati con un rudimentale motore endotermico basato sulle proprietà di rapida combustione della polvere da sparo. I vari modelli che si succedettero vennero realizzati con varie configurazioni aerodinamiche, la più efficace delle quali risultò essere quella in cui era presente un'ala a delta pura priva di impennaggio posteriore.
La sperimentazione convinse Kalinin a disegnare un velivolo che potesse sfruttare tali caratteristiche ma la tecnologia a disposizione in quegli anni non consentiva ancora di concretizzare il progetto in un prototipo funzionante.
Il K-15, questa la probabile designazione del modello, avrebbe dovuto avere una lunghezza di 10 m per un'apertura alare pari a 9,5 m.
Il progetto non fu mai portato avanti a causa dell'arresto del progettista durante le purghe staliniane, nel 1938.